# Hopen (Bodø)
Pour les articles homonymes, voir Hopen.
Hopen est une localité du comté de Nordland, en Norvège.

## Géographie
Administrativement, Hopen fait partie de la kommune de Bodø.